# 諾丁漢島
63°17′N 77°55′W / 63.283°N 77.917°W

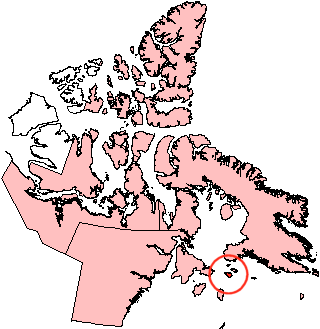

諾丁漢島是加拿大的島嶼，位於哈得遜海峽，屬於北極群島的一部分，由基吉柯塔魯克地區負責管轄，長58公里、寬35公里，面積1,372平方公里，最高點海拔高度412米，島上無人居住。

## 外部連結
- Other Arctic islands, The Atlas of Canada（页面存档备份，存于）